# 1933 au Maroc
Chronologie du Maroc
- 1929
- 1930
- 1931
- 1932
- 1933
- 1934
- 1935
- 1936
- 1937

Cet article présente les faits marquants de l'année 1933 au Maroc ou relatifs au Maroc.

## Événements
- 12 février : début de la bataille de Bougafer dans le djebel Saghro. Les tribus Aït Atta résistent aux forces coloniales françaises du Maroc avant de capituler le 14 mars[1].
- Première Fête du Trône[2].